# Winfried Hönes
Winfried Hönes (geboren am 22. Februar 1934 in Düsseldorf; gestorben am 24. April 1996 in Kleve) war ein deutscher Autor, Herausgeber und Bibliothekar.

## Leben
Hönes war der Sohn eines Dekorationsmalers und arbeitete zunächst als Finanzbeamter und Jugendleiter. Ab 1974 war er Leiter der Stadtbücherei von Kleve.
1968 gründete er das private Archiv zur Rezeptionsgeschichte, das vor allem Äußerungen von Schriftstellern über Schriftsteller sammelt und in dieser Art einzigartig in Deutschland ist.
Aus dem Bestand des Archivs und seiner Sammlungen gab Hönes sowohl Dokumentationen zu Georg Christoph Lichtenberg, George Bernard Shaw, Ernst Bloch, Friedrich Dürrenmatt und anderen als auch thematische Sammlungen von Aphorismen heraus.
Außerdem veröffentlichte Hönes mehrere Bände mit Haiku und eigenen Aphorismen.

## Werke
- Des Wassers Spuren und andere Haiku. Krefeld 1984.
- Blitze in den heiteren Himmel. Teil 1: 222 Aphorismen und andere Denkzettel. Geldern 1985.
- Das Archiv zur Rezeptionsgeschichte. Eine Selbstdarstellung. In: Bibliotheksdienst Bd. 23 (1989), S. 381–387.
- Blitze in den heiteren Himmel. Teil 2: Wer zuerst lacht, heult am längsten. 1991, ISBN 3-924048-09-6.
- Das Archiv zur Rezeptionsgeschichte. Aufgabe und Zielsetzung. In: Bibliotheken in der literarischen Darstellung. Hrsg. von Peter Vodosek und Graham Jefcoate. Harrassowitz, Wiesbaden 1999, ISBN 3-447-04187-0, S. 205–210.

Herausgabe:
- Das Mädchen Justitia. Aphorismen für Juristen. Wiesbaden 1987, ISBN 3-922383-57-2.
- Lob der Erziehung. Aphorismen für Pädagogen. Wiesbaden 1988, ISBN 3-922383-60-2.
- Seit Äskulaps Zeiten. Aphorismen für Mediziner. Wiesbaden 1988, ISBN 3-922383-59-9.
- Lob der Kritik. Aphorismen für Journalisten und Kritiker. Wiesbaden 1989, ISBN 3-922383-65-3.
- Was ist Glück …? 1060 Zitate geben 1060 Antworten. Zitatensammlung. Köln 1991, ISBN 3-7701-2617-3.
- ›Auch frisset er entsetzlich‹. Dichter über Dichter. Kettwig 1991.
- Alles über die Dummheit. Eine intelligente Aphorismensammlung über die Stupidologie. Rorschach 1993, ISBN 3-85819-189-2.